# Scheloribates praeincisus
Scheloribates praeincisus is een mijtensoort uit de familie van de Scheloribatidae. De wetenschappelijke naam van de soort is voor het eerst geldig gepubliceerd in 1910 door Berlese.